# Hôtel de Launay
El hôtel de Launay es una mansión privada ubicada en el 4 distrito de París construido a principios del siglo XVII catalogado como Monumento Histórico en 1995.

## Historia
Fue construido a principios del siglo XVII para Daniel de Launay, el consejero del rey,  paso en 1660 a Raymond Ardier maestro de pedidos (hermano de Paul II Ardier ), luego, desde 1779, a Amelot, consejero del Parlamento que lo dejó para emigrar hacia 1792. Confiscado, fue utilizado como prisión en 1793. Fue utilizado desde 1886 por una empresa de fontanería, reformado y convertido en vivienda a partir de 1990.

## Descripción
La fachada del edificio principal a la calle tiene 2 plantas rematadas por una cornisa modillón . La puerta está rematada por un frontón con una base interrumpida por una llave de paso de punta de diamante. Las ventanas del piso superior también están coronadas por frontones en el mismo patrón. El ala derecha que daba al patio estaba reservada para las dependencias, el ala izquierda, servida por una escalera de hierro, para la vivienda.